# Av hela mitt hjärta (Candela-låt)
Av hela mitt hjärta är en låt framförd av Candela i Hänts meloditävling 1994 skriven av Bert Månson och Carl Lösnitz Låten är det åttonde spåret i deras debutalbum, Candelas blå. En cover spelades in av Anders Engbergs 1996 som låg 15 veckor på Svensktoppen mellan 29 juni och 5 oktober med femte plats som bästa placering.